# Pena di morte nel Regno Unito

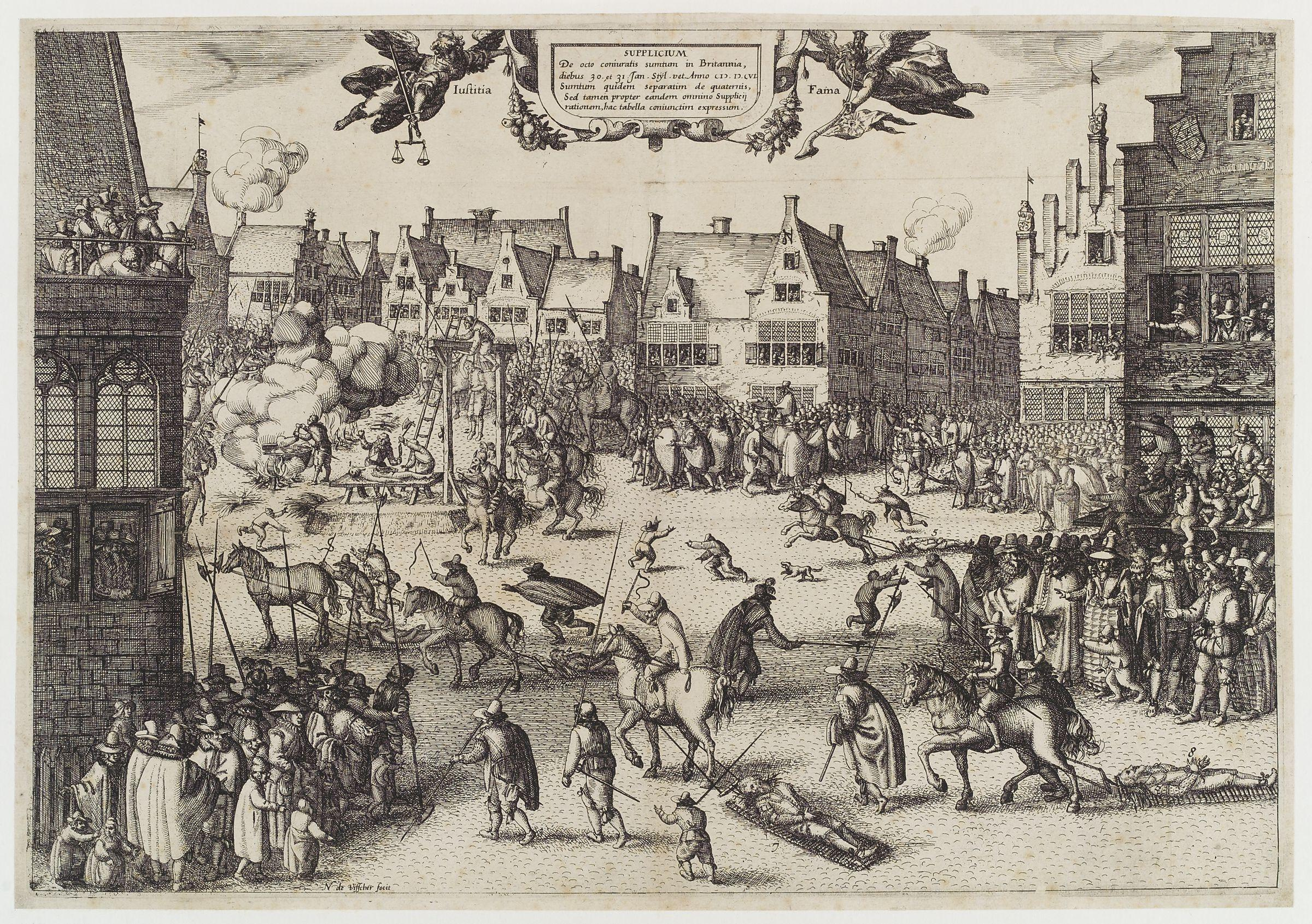
Esempio di impiccagione, sventramento e squartamento (Claes Jansz Visscher)

La pena di morte nel Regno Unito ha avuto una storia molto lunga e questo paese è stato infatti l'ultimo stato d'Europa occidentale ad abolirla nel 1998, sebbene l'ultima esecuzione della storia sia avvenuta in Francia nel 1977.

## Cronologia della pena di morte nel Regno Unito
- V secolo: l'impiccagione diventa il primo metodo di esecuzione nella Britannia
- 1283: viene attuata la prima esecuzione per impiccagione, sventramento e squartamento
- XVI secolo: vengono definiti 7 reati capitali: omicidio, tradimento, rapina, piccolo tradimento (uccisione del marito), stupro, incendio  e furto
- 1509 - 1547: sotto Enrico VIII 72.000 persone vengono giustiziate tramite impiccagione, squartamento, rogo  e tortura  a morte
- 23 giugno 1649: 24 persone vengono giustiziate per rapina e furto con scasso. Questa è la giornata in cui ci furono certificatamente più esecuzioni nella storia del Regno Unito.
- 1671: diventa reato capitale tentare di tagliare occhio, lingua o naso.
- 1686: Alice Molland è l'ultima a essere giustiziata per stregoneria nel Regno Unito.
- 1699: il taccheggio di più di 25 penny diventa reato capitale
- 1708: Michael Hammond, di 7 anni e sua sorella di 11, impiccati per furto, sono i più giovani a essere giustiziati nel Regno Unito.
- 1713: rubare da una casa più di 7 sterline diventa reato capitale.
- 1723: con il Black Act cacciare o danneggiare foreste e parchi diventa reato capitale. Nei seguenti anni i reati capitali vengono portati da 30 a 150, tra cui annerire la faccia o portare una maschera mentre si commette un crimine.
- 8 marzo 1784: ultima esecuzione (effettuata tramite rogo) per piccolo tradimento (uccisione del marito). La persona giustiziata è Mary Bailey
- 18 marzo 1789: Catherine Murphy, condannata per alto tradimento (aveva prodotto banconote), è l'ultima a essere bruciata viva nel Regno Unito.
- 1793: il crimine di piccolo tradimento (uccisione del marito) è abolito e viene considerato omicidio.
- 1810: un membro del Parlamento riferisce che nel Regno Unito ci sono 222 reati capitali e che nessun paese del mondo ne ha tanti.
- 1814: con il Treason Act 1814 viene stabilito che nell'impiccagione, sventramento e squartamento l'impiccagione sia fino alla morte e che il resto dell'esecuzione viene applicata sul cadavere.
- 12 agosto 1814: William Potter viene giustiziato per aver tagliato un frutteto
- 1º maggio 1820: ultima esecuzione tramite impiccagione, sventramento e squartamento
- 1818 - 1861: riduzione dei reati capitali: il furto di navi, bestiame e cavalli non è più reato capitale dal 1832, seguito da furto minore, sacrilegio, ritorno dalla deportazione (1834 - 1835), falsificazione e coniatura (1836), furto con scasso e furto da una casa (1837), stupro (1841) e tentato omicidio (1861)
- 31 dicembre 1829: ultima esecuzione per contraffazione.
- 16 dicembre 1830: ultima esecuzione per pirateria.
- 13 agosto 1836: ultima esecuzione per rapina
- 31 agosto 1836: ultima esecuzione per incendio doloso.
- 27 agosto 1861:ultima esecuzione per tentato omicidio
- 1861: i reati capitali vengono ridotti a 4: omicidio, alto tradimento, pirateria e incendio del palazzo reale
- 13 agosto 1868. prima impiccagione non in pubblico
- 1870: viene abolito il "hanging, drawn and quartered"
- 11 agosto 1875: ultima esecuzione in pubblico
- 1908: viene proibita l'esecuzione di minori di 16 anni.
- 4 novembre 1914: un uomo di 71 anni è la persona più vecchia a essere giustiziata nel Regno Unito nel XX secolo.
- 1922: l'uccisione da parte delle madri del figlio appena nato non è più un reato capitale.
- 1933: viene proibita l'esecuzione di minori di 18 anni.
- 1938: l'uccisione da parte delle madri del figlio fino a 1 anno di età non è più reato capitale.
- 3 gennaio 1946: ultima esecuzione nel Regno Unito per alto tradimento.
- 4 gennaio 1946: ultima esecuzione per la legge sul tradimento fatta nel 1940
- 12 luglio 1955: la ventottenne Ruth Ellis è l'ultima donna ad essere impiccata nel Regno Unito
- 1957: viene votata una legge che restringe le ipotesi di omicidio punibili con la morte. Queste sono: omicidio commesso durante un furto, omicidio mentre si resiste all'arresto o durante la fuga, omicidio di un poliziotto o di un ufficiale del carcere, omicidio commesso tramite fucilazione o esplosione e 2 omicidi commessi in differenti occasioni.
- 13 agosto 1964: ultima esecuzione.
- 8 novembre 1965: l'omicidio non è più un reato capitale. Rimangono punibili con la morte incendio del palazzo reale, alto tradimento e pirateria con violenza.
- 31 luglio 1998: viene abolita la pena di morte nel Regno Unito.